# Bytefest
Bytefest je pravidelné víkendové sekání majitelů a sběratelů historických počítačů, nezávisle na jejich platformě. Setkání se koná od roku 2005, kdy proběhlo na Vysoké škole manažerské informatiky a ekonomiky, od roku 2006 se setkání koná v kulturním sále železniční stanice Praha-Smíchov.
Na Bytefestu je možné vidět nejenom v minulosti běžné počítače jako Commodore, Didaktik, ale i rarity jako počítač Alice francouzského výrobce Matra. V roce 2012 bylo možné vidět i počítače Osborne Executive a Gizmos SBC 6120.
Bytefest navazuje na Nostalgia Párty, která se konala v roce 2003.